# Enophthalmus
Unter einem Enophthalmus (Ophthalmos, griech.: „Augapfel“) versteht man das Einsinken des Augapfels in die Augenhöhle (Orbita). Umgangssprachlich wird er als eingefallene Augen beschrieben. Es handelt sich hierbei um ein Symptom, das vielfältige Ursachen haben kann:
1. Sympathikusparalyse: Bei einer Schädigung des Kopfteils des Sympathikus fällt unter anderem der Musculus orbitalis (glatte Muskulatur in der Periorbita) aus. Der Tonus dieses Muskels sorgt normalerweise dafür, dass die Periorbita gespannt und das Auge damit nach vorn, also etwas aus der Augenhöhle herausgedrückt wird. Fällt er aus, kommt es zu einem leichten Enophthalmus, der eines der Anzeichen eines Horner-Syndroms ist.
2. Abmagerung: Bei einer starken Abmagerung (Kachexie) wird auch das hinter dem Augapfel gelegene Fettgewebe abgebaut. Dieser retrobulbäre Fettkörper stabilisiert die normale Augenlage in der Orbita.
3. Flüssigkeitsverluste: Bei stärkeren Blutverlusten, sehr niedrigem Blutdruck oder anderen Flüssigkeitsverlusten (z. B. schwerer Durchfall) kommt es zu einem Einsinken des Augapfels, da der venöse Plexus (Plexus ophthalmicus) hinter dem Auge ebenfalls für dessen Stellung von Bedeutung ist.
4. Muskelkrämpfe: Allgemeine Krampfzustände der Muskulatur (z. B. Tetanus) führen zu gleichzeitigen Kontraktionen der äußeren geraden Augenmuskeln (Musculi recti, Musculus retractor bulbi), die das Auge dann in die Orbita zurückziehen.
5. Frakturen: Bei Brüchen der orbitalen Knochenstrukturen (zum Beispiel Orbitabodenfraktur) kann es ebenfalls zu einem Einsinken des Auges kommen.
6. Augenbohren (Okulodigitales Phänomen): Bei dieser stereotypen Verhaltensweise bohren sich blinde Kinder in den Augen, um sogenannte entopische Phänomene (wie Blitze) wahrzunehmen. Durch den ständigen Druck auf die Augen wird das Orbita-Fett reduziert, das Auge sinkt ein.
7. Stilling-Türk-Duane-Syndrom (Duane-Syndrom): Bei dieser angeborenen Augenmuskellähmung (auch als kongenitales Retraktionssyndrom bezeichnet) kommt es zu einer paradoxen Koinnervation des Musculus rectus lateralis. Hierbei wird der Muskel nicht nur durch den Nervus abducens innerviert, sondern zu einem gewissen Teil auch von Fasern des Nervus oculomotorius, die gleichzeitig den Musculus rectus medialis innervieren. Die Folge ist eine Art Zügelwirkung, der der Bulbus bei versuchter Adduktion ausgesetzt ist. Dies löst in der Regel ein Zurückziehen (Retraktion) des Augapfels aus. Die Störung tritt meistens nur unilateral auf.

Bei Tieren ist ein Enophthalmus stets mit einem Vorfall der, beim Menschen nur rudimentären, Nickhaut verbunden.
Das Gegenteil von Enophthalmus ist Exophthalmus.